# Собор Святой Терезы Авильской (Эймос)
Собор Святой Терезы Авильской (англ. Cathédrale Sainte-Thérèse-d’Avila) — католическая церковь, находящаяся в городе Эймос, провинция Квебек, Канада. Церковь является Кафедральным собором епархии Эймоса. Собор располагается на центральном холме левого берега реки Харрикана и виден со всех точек города.

## История
Строительство церкви Святой Терезы Авильской в Эймосе началось в 1922 году по проекту монреальского архитектора Аристида Богран-Шампаня и завершилось в 1939 году. Церковь построена в эклектическом романо-византийском стиле, что делает её уникальным архитектурным памятником Северной Америки.
В 1939 году была образована епархия Эймоса и церковь Святой Терезы Авильской стала кафедральным собором этой епархии.